# Ernesto Amantegui Phumipha
Ernesto Amantegui Phumipha (thailändisch เอร์เนสโต อมันเตกี ภูมิภา, * 16. April 1990 in Oviedo), auch als Phum bekannt, ist ein spanisch-thailändischer Fußballspieler.

## Karriere

### Verein
Ernesto Amantegui Phumipha erlernte das Fußballspielen in der Jugendmannschaft von Real Oviedo aus Oviedo in Spanien. Hier unterschrieb er 2009 auch seinen ersten Vertrag. Von 2009 bis 2011 spielte er bei Oviedo für die B–Mannschaft und die Erste Mannschaft. Die B–Mannschaft spielte in der Vierten Liga, der Tercera División, die Erste Mannschaft in der Dritten Liga, der Segunda División B. Nach 54 Spielen in der Vierten Liga und 12 Spielen in der Dritten Liga wechselte er im August 2011 zum Ligakonkurrenten CD Mirandés nach Miranda de Ebro. Bis 2012 spielte er 15 Mal für den Club und schoss dabei sieben Tore. Mitte 2012 ging er nach Gijón, wo er sich Sporting Gijón anschloss. Hier wurde er 24 Mal in der B–Mannschaft, die in der Segunda División B spielte, eingesetzt. 2013 zog es ihn nach Asien. Hier unterschrieb er einen Vertrag bei Buriram United in Thailand. Der Club spielte in der Ersten Liga des Landes, der Thai Premier League. Hier kam er jedoch nicht zum Einsatz. Zum Ligakonkurrenten Army United aus Bangkok ging er im Jahr 2014 wo er einen Zweijahresvertrag unterschrieb. Nach Ende der Vertragslaufzeit wechselte er 2016 um ebenfalls in Bangkok beheimateten Bangkok United, wo er einen Dreijahresvertrag unterschrieb. Die Rückserie 2018 wurde er an den Erstligisten Air Force Central ausgeliehen. Mit dem Club wurde er Tabellenletzter der Thai League. Nachdem der Vertrag nicht verlängert worden war, wechselte er Anfang 2019 zum Erstligisten Port FC. Bei dem Bangkoker Club spielte er bis Juni 2019. Im Juli 2019 nahm ihn der Erstligist Muangthong United unter Vertrag. Nach sechs Monaten verließ er Muangthong und schloss sich Ligakonkurrent Samut Prakan City FC aus Samut Prakan an. Nach 30 Erstligaspielen für SPC wechselte er zur Saison 2021/22 zum amtierenden Meister BG Pathum United FC. Am 1. September 2021 gewann er mit seinem neuen Verein den Thailand Champions Cup. Das Spiel gegen den FA-Cup-Gewinner Chiangrai United im 700th Anniversary Stadium in Chiangmai gewann man mit 1:0. 2022 wurde er mit BG Vizemeister. Am 6. August 2022 gewann er zum zweiten Mal mit BG den Champions Cup. Das Spiel gegen den Meister Buriram United wurde zwar mit 3:2 gewonnen, Phumipha sah den Erfolg jedoch nur von der Ersatzbank aus. Am 20. Mai 2023 stand BG das Endspiel des Thai League Cup. Das Finale wurde gegen Buriram United mit 2:0 verloren. Nach insgesamt 19 Ligaspielen wurde sein Vertrag im Sommer 2023 nicht verlängert. Im Juli 2023 unterschrieb er einen Vertrag beim ebenfalls in der ersten Liga spielenden Police Tero FC. Nach sechs Erstligaspielen wechselte er im Januar 2024 zum ebenfalls in der ersten Liga spielenden Khon Kaen United FC. Für den Verein aus Khon Kaen bestritt er acht Ligaspiele. Im Sommer 2024 wurde sein Vertrag bei dem Erstligisten nicht verlängert. Im Juni 2024 nahm ihn der Erstligist Nakhon Pathom United FC unter Vertrag. Am Ende der Saison 2024/25 belegte er mit Nakhon Pathom den vorletzten Tabellenplatz und musste somit in die zweite Liga absteigen.

### Nationalmannschaft
Im Juni 2021 kam Phumipha zu drei Einsätzen für die thailändische A-Nationalmannschaft während der WM-Qualifikation.

## Erfolge
Buriram United
- Thailändischer Ligapokalsieger: 2013

BG Pathum United FC
- Thailändischer Ligapokalfinalist: 2022/23
- Thailändischer Supercup-Sieger: 2021, 2022

## Sonstiges
Ernesto Amantegui Phumipha ist Sohn einer Thailänderin und eines Spaniers.